# Emil Holm
Emil Alfons Holm (* 13. května 2000) je švédský profesionální fotbalista, který hraje na pozici pravého obránce za italský klub Atalanta BC, kde je na hostování ze Spezie a švédský národní tým.

## Klubová kariéra
Dne 27. ledna 2021 se Holm připojil k dánskému superligovému týmu SønderjyskE, se kterým podepsal čtyřletou smlouvu.
Dne 27. srpna téhož roku se Holm připojil k italskému klubu Spezia, než byl poslán zpět do SønderjyskE na hostování do konce sezóny.
Dne 31. srpna 2023 se Holm připojil ke klubu Serie A Atalanta na sezónní hostování, přičemž dohoda údajně zahrnovala počáteční poplatek 2 miliony eur a také opci na koupi ve výši 8,5 milionu eur.

## Reprezentační kariéra
Holm v letech 2018 až 2022 reprezentoval Švédsko U19 a U21 celkem 16krát. Svůj plnohodnotný mezinárodní debut za Švédsko si odbyl 16. listopadu 2022 v přátelském utkání proti Mexiku, kde odehrál celých 90 minut při výhře 2:1.

## Statistiky

### Klubové
Platí k zápasu hranému 15. ledna 2024.
| Klub                 | Sezóna            | Liga               | Liga   | Liga | Národní pohár | Národní pohár | Kontinentální | Kontinentální | Ostatní | Ostatní | Celkově | Celkově |
| Klub                 | Sezóna            | Soutěž             | Zápasy | Góly | Zápasy        | Góly          | Zápasy        | Góly          | Zápasy  | Góly    | Zápasy  | Góly    |
| -------------------- | ----------------- | ------------------ | ------ | ---- | ------------- | ------------- | ------------- | ------------- | ------- | ------- | ------- | ------- |
| IFK Göteborg         | 2019              | Fotbollallsvenskan | 11     | 0    | 0             | 0             | –             | –             | –       | –       | 11      | 0       |
| IFK Göteborg         | 2020              | Fotbollallsvenskan | 26     | 2    | 4             | 0             | 1             | 0             | –       | –       | 31      | 2       |
| IFK Göteborg         | Celkově           | Celkově            | 37     | 2    | 4             | 0             | 1             | 0             | —       | —       | 42      | 2       |
| SønderjyskE          | 2020/21           | Superligaen        | 14     | 3    | 4             | 2             | –             | –             | —       | —       | 18      | 5       |
| SønderjyskE          | 2021/22           | Superligaen        | 25     | 3    | 1             | 0             | –             | –             | —       | —       | 26      | 3       |
| SønderjyskE          | Celkově           | Celkově            | 39     | 6    | 5             | 2             | —             | —             | —       | —       | 44      | 8       |
| Spezia               | 2022/23           | Serie A            | 20     | 1    | 3             | 0             | –             | –             | –       | –       | 23      | 1       |
| Atalanta (hostování) | 2023/24           | Serie A            | 11     | 1    | 2             | 0             | 5             | 0             | –       | –       | 18      | 1       |
| Celkově v kariéře    | Celkově v kariéře | Celkově v kariéře  | 107    | 10   | 14            | 2             | 6             | 0             | 0       | 0       | 127     | 12      |

### Reprezentační
Platí k zápasu hranému 12. října 2023.
| Národní tým | Rok     | Zápasy | Góly |
| ----------- | ------- | ------ | ---- |
| Švédsko     | 2022    | 2      | 0    |
| Švédsko     | 2023    | 3      | 1    |
| Celkově     | Celkově | 5      | 1    |

#### Reprezentační góly
Skóre a výsledky Švédska jsou vždy zapsány jako první. Góly Emila Holma jsou zvýrazněny.
| Gól | Datum         | Místo                         | Soupeř   | Skóre | Výsledek | Soutěž                                            |
| --- | ------------- | ----------------------------- | -------- | ----- | -------- | ------------------------------------------------- |
| 1.  | 12. září 2023 | Friends Arena, Solna, Švédsko | Rakousko | 1:3   | 1:3      | Kvalifikace na Mistrovství Evropy ve fotbale 2024 |

## Úspěchy
IFK Göteborg
- Svenska Cupen: 2019/20